# 286 pr. n. št.

## Rojstva
- Antioh II. Teos, kralj Selevkidskega cesarstva († 246 pr. n.  št.)